# Astrid–2
Astrid–2 svéd mikroszatellita, magnetoszféra kutató műhold.

## Küldetés
Feladata a svéd tudományos program folytatása a magnetoszféra az ionoszféra, valamint a sarki fény vizsgálata.

## Jellemzői
Gyártotta a Svéd Űrvállalat (Swedish Space Corporation – SSC), valamint a Royal Institute of Technology (Alfvén Laboratory), üzemeltette a Svéd Nemzeti Űrkutatási Bizottság (Swedish National Space Board – SNSB). Társműholdjai: Nadežda–5 (ukrán).
Megnevezései:  COSPAR: 1998-072B; GRAU-kódja:  25568.
1998. december 10-én a Pleszeck űrrepülőtérről LC–132/1 (LC–Launch Complex) jelű indítóállványról egy Koszmosz–3M (11K65M) hordozórakétával állították alacsony Föld körüli pályára (LEO = Low-Earth Orbit). Az orbitális pályája 105 perces, 83 fokos hajlásszögű, elliptikus pálya perigeuma 973 kilométer, az apogeuma 1011 kilométer volt.
Forgás stabilizált, a Napra tájolt űreszköz. Méretei 170 x 110 x 30 centiméter, tömege 30 kilogramm. Telemetriai egységeinek működését antennákkal segítették. Az űreszközhöz napelemeket rögzítettek (90 W), éjszakai (földárnyék) energia ellátását újratölthető nikkel-kadmium akkumulátorok biztosították. A stabilitást mini gázfúvókákkal segítették.
Műszerei
- EMMA (Electrical and Magnetic Field Monitoring of the Aurora) – elektromos és mágneses mezők figyelése,
- LINDA (Langmuir Interferometer and Density Experiment for Astrid–2) – interferométer és sűrűség mérése),
- MEDUSA (Miniaturized Electrostatic Dual-tophat Spherical Analyzer) – miniatürizált elektron és ion spektrométer),
- PIA (Photometers for Imaging the Aurora) – pásztázva vizsgálta az elektromos és mágneses mezőket a felső ionoszférában, mérte a semleges töltésű részecskék és elektronok sűrűségét.